# Diocese de Cruz del Eje
A Diocese de Cruz del Eje (em latim: Dioecesis Crucis Axeatae) é uma diocese localizada na cidade de Cruz del Eje, pertencente a Arquidiocese de Córdoba na Argentina. Foi fundada em 12 de agosto de 1963 pelo Papa João XXIII. Com uma população católica de 147.000 habitantes, sendo 93,9% da população total, possui 20 paróquias com dados de 2017.

## História
A diocese de Cruz del Eje foi criada a partir da Arquidiocese de Córdoba em 12 de agosto de 1963. Em 25 de janeiro de 1980 perdeu território com a criação da Prelazia de Deán Funes. 

## Lista de bispos
A seguir uma lista de bispos desde a criação da diocese. 
|       | Nome                  | Período    | Notas                                           |
| Bispo | Bispo                 | Bispo      | Bispo                                           |
| ----- | --------------------- | ---------- | ----------------------------------------------- |
| 4º    | Hugo Ricardo Araya    | 2017–atual |                                                 |
| 3º    | Santiago Oliveira     | 2008–2017  | Nomeado Bispo da Ordinario Militar da Argentina |
| 2º    | Omar Félix Colokmé    | 1984–2008  |                                                 |
| 1º    | Enrique Pechuán Marím | 1963–1983  |                                                 |